# Börger
Börger település Németországban, azon belül Alsó-Szászország tartományban. Lakosainak száma 2912 fő (2023. december 31.). Börger Lorup, Breddenberg, Spahnharrenstätte, Werpeloh, Wippingen, Neubörger és Surwold községekkel határos.

## Népesség
A település népességének változása:
| Lakosok száma | 2735 | 2753 | 2756 | 2856 | 2915 | 2912 |
|               | 2016 | 2017 | 2019 | 2021 | 2022 | 2023 |